# Luis Suárez (actor)
Luis Suárez García (n. Las Palmas de Gran Canaria, 7 de septiembre de 1945 - Madrid, 1 de junio de 1992) fue un actor español.

## Trayectoria
Se instaló en Madrid en la década de 1960 con intención de estudiar arquitectura. Sin embargo, abandonaría pronto los estudios para dedicarse al mundo de la interpretación.
Su debut ante la gran pantalla se produce en 1966 con la película Posición avanzada de Pedro Lazaga y Los desafíos (1969), una curiosísima película de episodios dirigidos por Víctor Erice, Claudio Guerín y José Luis Egea. A continuación, Las amantes  del diablo (1971) de José María Elorrieta, y los films italianos La noche de los diablos (1972) de Giorgio Ferroni, Tony Arzenta (1973) de Duccio Tessari y Una insólita aventura de verano (1974) de Lina Wertmüller. Colaboró también en el último trabajo firmado por Roberto Rossellini, El Mesías (1975) y participó en Las dos huerfanitas (1976) de Leopoldo Savona. Durante los siguientes diez años interviene en otros nueve títulos de desigual fortuna, hasta que en 1978 le llega la gran oportunidad que le lanza a la fama. Fue su debut en televisión con el papel de Tonet
 en la serie Cañas y barro, adaptación de la novela homónima, de Vicente Blasco Ibáñez y que dirigió Rafael Romero Marchent para TVE. 
A partir de ese momento, interviene en varias series de televisión de gran éxito, como La Barraca (1979), de nuevo una adaptación de Blasco Ibáñez, Cervantes (1981) o El mayorazgo de Labraz (1983), basada en este caso en una obra de Pío Baroja; así como en sendos episodios de Anillos de oro (1983) y Pepe Carvalho (1986). En los 80 actuó en otros títulos como la norteamericana Monster (1980) de Kenneth Hartford, Trágala, perro (1981) de Antonio Artero, Copia cero (1982) de Eduardo Campoy y José Fernández Pacheco, Freddy, el croupier (1982) de Álvaro Sáenz de Heredia, Best Seller (1982) de Íñigo Botas, Historia de O (II Parte) (1984) de Eric Rochat y Poppers (1984) de José María Castellví.
Después vendrían la exitosa Guarapo (1987) de los hermanos Ríos (Santiago  y Teodoro), ambientada en la posguerra, y Al Ándalus, el camino del sol (1989) dirigida por Jaime Oriol y Antonio Tarruella, dando vida al personaje histórico de Abderramán I, sería su último papel como protagonista.
Sus últimos trabajos los llevó a cabo en un episodio de la serie Delirios de amor (1989)  y en el cortometraje Por los viejos tiempos (1990) escrito por Eduardo García Rojas, dirigido por Miguel Ángel Toledo y con Will More como compañero de reparto. Falleció en Madrid como consecuencia de un infarto de miocardio el 1 de junio de 1992.